# Президентские выборы в Португалии (2021)
Президентские выборы в Португалии проходили 24 января 2021 года. Президент Марселу Ребелу ди Соза был переизбран на второй срок.
Выборы проводились во время пандемии COVID-19, и в день выборов Португалия находилась в режиме изоляции. Президент Марселу Ребелу ди Соза был переизбран с большим перевесом, набрав 60,7 % голосов. Он победил во всех округах страны и во всех 308 муниципалитетах — результат, который был впервые зарегистрирован в период португальской демократии; Соза выиграл в 3083 из 3092 приходов. Выборы также ознаменовали подъём правого кандидата Андре Вентура, лидера партии Chega («Хватит!»), который занял третье место, получив около 12 % голосов. На втором месте оказалась бывший депутат Европарламента и посол Ана Гомеш с 13 % голосов, лучший результат для женщины-кандидата на португальских президентских выборах. Остальные кандидаты не превысили 5 % голосов.
Общая явка на этих выборах упала до 39,3 %, то есть на 9 % по сравнению с предыдущими выборами 2016 года, в основном из-за автоматической регистрации избирателей, находящихся за рубежом: благодаря этой практике количество зарегистрированных избирателей увеличилось почти до 11 миллионов. На территории Португалии явка составила 45,45 %, что на 4,6 процентных пункта меньше, чем на выборах 2016 года.

## Предвыборная обстановка
Марселу Ребелу ди Соза был избран в 2016 году, набрав 52 % голосов уже в 1-м туре. Соза был приведён к присяге 9 марта 2016 года и с тех пор находился в «сожительстве» с премьер-министром социалистом Антониу Коштой.
В Португалии президент является главой государства, но имеет в основном церемониальные полномочия. Тем не менее, он имеет определённое политическое влияние и может распустить парламент Португалии в случае возникновения кризиса. Официальной резиденцией президента является Беленский дворец в Лиссабоне.

## Избирательная система
По португальскому законодательству кандидат в президенты должен получить большинство голосов (50 % плюс один голос), чтобы быть избранным. Если ни один из кандидатов не получил большинства в первом туре, проводится второй тур выборов, проводимый между двумя кандидатами, получившими наибольшее количество голосов в первом туре.
Кандидат в президенты должен собрать 7,5 тыс. подписей в свою поддержку за месяц до выборов и представить их в Конституционный суд.
Избиратели могли проголосовать досрочно, что должно было произойти за неделю до дня выборов 17 января 2021 года. Избиратели должны были зарегистрироваться в период с 10 по 14 января, чтобы иметь право проголосовать досрочно; в общей сложности 246 880 избирателей запросили досрочное голосование в 2021 году. 17 января 197 903 избирателя (80,16 % зарегистрированных избирателей) проголосовали досрочно.

## Результаты
| Кандидат                                | Кандидат                             | Поддерживающие партии                                                 | 1-й тур    | 1-й тур |
| Кандидат                                | Кандидат                             | Поддерживающие партии                                                 | Голоса     | %       |
| --------------------------------------- | ------------------------------------ | --------------------------------------------------------------------- | ---------- | ------- |
|                                         | Марселу Ребелу ди Соза               | Социал-демократическая партия, Народная партия                        | 2 531 692  | 60,66   |
|                                         | Ана Гомеш                            | «Люди — животные — природа», LIVRE                                    | 540 823    | 12,96   |
|                                         | Андре Вентура                        | Партия «Хватит!»                                                      | 497 746    | 11,93   |
|                                         | Жуан Феррейра                        | Португальская коммунистическая партия, Экологическая партия «Зелёные» | 179 764    | 4,31    |
|                                         | Мариза Матиаш                        | Левый блок, Альтернативное социалистическое движение                  | 165 127    | 3,96    |
|                                         | Тиагу Майан Гонсалвеш                | Либеральная инициатива                                                | 134 991    | 3,23    |
|                                         | Виторину Сильва                      | «Реагируй-Включай-Перерабатывай»                                      | 123 031    | 2,95    |
| Всего действительных бюллетеней         | Всего действительных бюллетеней      | Всего действительных бюллетеней                                       | 4 173 174  | 100,00  |
| Пустые бюллетени                        | Пустые бюллетени                     | Пустые бюллетени                                                      | 47 164     | 1,11    |
| Недействительные бюллетени              | Недействительные бюллетени           | Недействительные бюллетени                                            | 38 018     | 0,89    |
| Всего                                   | Всего                                | Всего                                                                 | 4 258 356  |         |
| Зарегистрированных избирателей /Явка    | Зарегистрированных избирателей /Явка | Зарегистрированных избирателей /Явка                                  | 10 847 434 | 39,26   |
| Источник: Comissão Nacional de Eleições |                                      |                                                                       |            |         |